# Javier Ruano García
Javier Ruano García (18 de abril de 1970) es un consultor y político español, diputado por Murcia en el Congreso durante la XII legislatura.

## Biografía
Licenciado en Derecho por la Universidad Complutense de Madrid, con especialidad Jurídico-Empresarial por CEU San Pablo, posee un máster en Asesoría Jurídica de Empresas por el Instituto de Empresa de Madrid y un máster en Economía por el IESE en Barcelona.
Ha trabajado en la Sociedad de Valores y Bolsa del BBVA, Arthur Andersen Asesores Legales y Tributarios, Garrigues, Grupo Carrefour y como directivo en el sector privado. Entre 2004 y 2014 fue secretario del Consejo Social de la Universidad de Murcia y entre 2014 y 2016 presidente del Consejo Social de la Universidad de Murcia. Es colaborador de la Cátedra de Empresa Familiar y de la Cátedra de RSC de la Universidad de Murcia y profesor de Ética y RSC en la ENAE Business School. 
Miembro del Partido Popular, ha sido presidente de la Comisión de Empleo, secretario ejecutivo de Economía y responsable de la ponencia de economía en el congreso regional. En la actualidad forma parte de la Junta Directiva y del Comité Ejecutivo del Partido Popular de la Región de Murcia. En noviembre de 2016 sustitutó a Juan María Vázquez Rojas como diputado por Murcia en el Congreso.